# Bienes de dominio privado (España)
Los bienes de dominio privado en el Derecho español (también denominados bienes patrimoniales), son todos aquellos bienes de titularidad estatal que no estén comprendidos dentro de la categoría de bienes demaniales. 

## Objeto
La Ley de Patrimonio de las Administraciones Públicas (LPAP), dice que serán patrimoniales, en todo caso, «los derechos de arrendamiento, los valores y títulos representativos de acciones y participaciones en el capital de sociedades mercantiles o de obligaciones emitidas por estas, así como contratos de futuros y opciones cuyo activo subyacente esté constituido por acciones o participaciones en entidades mercantiles, los derechos de propiedad incorporal, y los derechos de cualquier naturaleza que se deriven de la titularidad de los bienes y derechos patrimoniales».

## Contenido
El régimen jurídico que regula la «adquisición, administración, defensa y enajenación de los bienes y derechos patrimoniales», será el previsto en la Ley de Patrimonio de las Administraciones Públicas (LPAP), así como en las disposiciones que la desarrollen o complementen. En su defecto, «se aplicarán las normas del derecho administrativo, en todas las cuestiones relativas a la competencia para adoptar los correspondientes actos y al procedimiento que ha de seguirse para ello, y las normas del Derecho privado en lo que afecte a los restantes aspectos de su régimen jurídico».